# Ord River (Cambridge Gulf)
Der Ord River ist ein Fluss in der Region Kimberley im Nordosten des australischen Bundesstaates Western Australia.

## Geografie

### Flusslauf
Der Fluss entspringt in den Sandsteingebirgen unterhalb des Mount Wells im Ostteil der King Leopold Ranges, ca. 70 km nordöstlich von Halls Creek. In dieser Gegend entspringen auch zwei andere große Flüsse der Kimberleys, nämlich der Fitzroy River und der Pentecost River.
Zunächst fließt der Fluss nach Osten und kreuzt den Great Northern Highway am Abzweig des Spring Creek Track, einer schwierigen Allradpiste in die Bungle Bungle Range. Der Ord River durchfließt dann die südlichen Savannen des Purnululu-Nationalparks, bildet im weiteren Verlauf seine östliche Grenze und wendet sich zuletzt nach Norden. Ein 1971 errichteter, 100 m hoher Damm hat seine Wasser zum Lake Argyle, dem größten Stausee Australiens, aufgestaut.
55 km weiter nördlich war er zehn Jahre früher schon einmal zum – wesentlich kleineren – Lake Kununurra aufgestaut worden, um sein Wasser für die Landwirtschaft nutzbar zu machen. Im Zuge dieses ehrgeizigen Ord River Irrigation Scheme (ORIS) war 1961 das heutige Touristen-Resort Kununurra entstanden.
Der untere Ord River nordwestlich von Kununurra durchfließt flaches Schwemmland, das Naturschutzgebiet Ord River Nature Reserve. In einem über 50 km langen Ästuar, em East Arm, erreicht er den Cambridge Gulf, eine tief eingeschnittene Bucht des Joseph Bonaparte Gulf in der Timorsee (Indischer Ozean).

### Nebenflüsse mit Mündungshöhen
Nebenflüsse des Ord River sind:
- Cattle Creek – 480 m
- Foal Creek – 396 m
- Survey Creek – 328 m
- Sandy Creek – 317 m
- Reedy Creek – 283 m
- Spring Creek – 279 m
- Fletcher Creek – 269 m
- Wills Creek – 262 m
- Black Rock Creek – 242 m
- Frank River – 224 m
- Panton River – 176 m
- Piccaninny Creek – 172 m
- Nicholson River – 167 m
- Linnekar Creek – 158 m
- Forrest Creek – 147 m
- White Mountain Creek – 133 m
- Osmand Creek – 129 m
- Negri River – 119 m
- Red Butte Creek – 109 m
- Horse Creek – 106 m
- Jones Creek – 101 m
- Padanus Creek – 98 m
- Spring Creek – 95 m
- Dry Creek – 92 m
- Lagoon Creek – 90 m
- Dicks Creek – 90 m
- Bow River – 87 m
- Cooee Creek – 87 m
- Behn River – 87 m
- Stockade Creek – 87 m
- Soda Creek – 87 m
- Stonewall Creek – 43 m
- Dunham River – 30 m
- Valentine Creek – 24 m
- Spring Creek – 17 m

### Durchflossene Stauseen
Er durchfließt folgende Stauseen:
- Lake Argyle – 87 m
- Lake Kununurra – 40 m

## Geologie und Landschaften

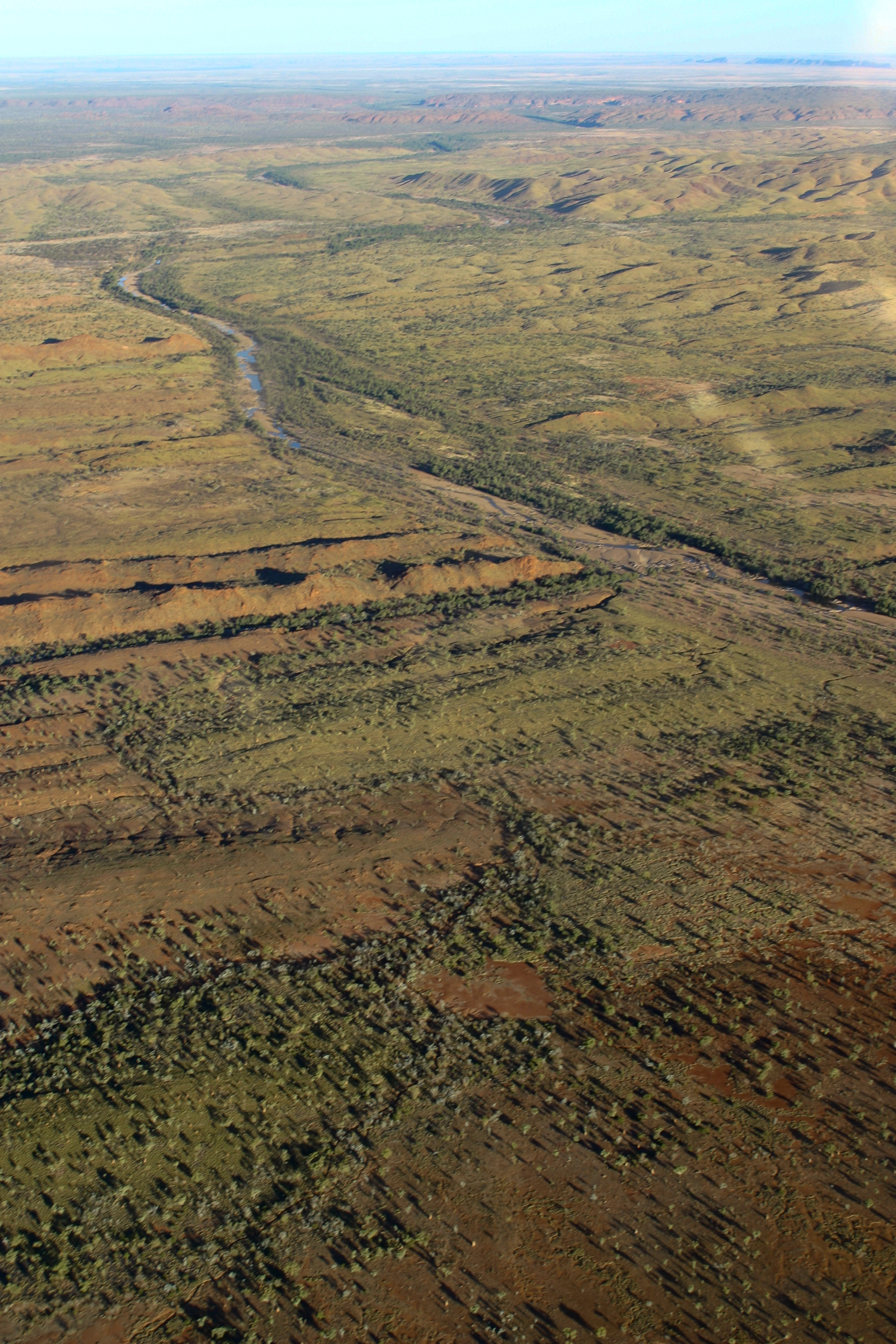
Der Ord River nahe dem Purnululu-Nationalpark

Der Oberlauf durchfließt Sandsteingebirgsformationen und Savannen-Buschland; er führt gegen Ende der Trockenzeit überhaupt kein oder – im Randbereich des Purnululu-Nationalparks – nur stellenweise sporadisch Wasser. Zur Regenzeit kann er im Bereich des Kreuzungspunkts mit dem Great Northern Highway indes so viel Wasser führen, dass dieser in der Vergangenheit vor dem Bau der Jarlalu Bridge unpassierbar war.
Der Ord River Dam reguliert den Abfluss nördlich aus dem Lake Argyle so, dass der Wasserstand des ca. 50 km langen Abschnitts zwischen diesem und dem Diversion Dam bei Kununurra so weit wie möglich konstant gehalten werden kann. Der sich durch die Sandsteinfelsen der Carr Boyd Ranges windende Fluss bietet Lebensraum für Süßwasserkrokodile sowie eine reiche Vogelwelt, beispielsweise dem Weißbauch-Seeadler, verschiedenen Reiherarten und Schlangenhalsvögeln.
Ein ausgeklügeltes System von Pumpwerken und Kanälen bewässert eine landwirtschaftlich nutzbare Fläche von bisher 14.000 ha (seit 2008 ist eine sukzessive Erweiterung auf bis zu 72.000 ha vorgesehen). Agrarwirtschaft in diesen Dimensionen ist singulär in den Kimberleys. Ein Drittel dieser Zone ist 2010 dem Sandelholzanbau gewidmet. Die Sandelholzpflanze ist eine Schmarotzerpflanze und benötigt zum Überleben das Wurzelwerk von anderen Bäumen, beispielsweise Flusseukalypten und Papierrindenbäumen. Hochgewachsene Exemplare davon befinden sich im Dickicht der Ufervegetation.
Der Unterlauf des Ord River bis zu seiner Mündung in den Cambridge Gulf ist unter Naturschutz stehendes Schwemmland. Zusammen mit dem südwestlich angrenzenden Parry Lagoons Nature Reserve bezeichnet man das Gebiet auch als Ord River Floodplains. Das Süßwasser am Südrand dieser Flussaue geht allmählich in Salzwasser über; die Savannenlandschaft weicht sukzessive den Mangroven, und im Fluss leben sowohl Süßwasser- als auch Meeresfische. Über 200 Vogelarten sind in diesem Gebiet, das Heimat des Salzwasserkrokodils ist, dokumentiert. Besondere Schutzmaßnahmen werden ergriffen, um unerwünschte Tierarten (insbesondere die Aga-Kröte und verwilderte Haustiere) zu dezimieren, die die natürliche Landschaft bedrohen.
Zum Naturschutzgebiet gehört ganz im Norden am Cambridge Gulf auch das Delta des Emu Creek und anderer kleinerer Flüsse; da der tief eingeschnittene Cambridge Gulf auf der Landkarte wie eine "Verlängerung" des Ord River aussieht, wird dieses obere Delta im Volksmund auch False Ord River Mouths (falsche Ord-River-Mündungsarme) genannt.

## Infrastruktur

### Straßenverbindungen
Es führen keine Straßen und Wege entlang des Ord River, mit Ausnahme von Kununurra und seiner unmittelbaren Umgebung. Dort überquert der Victoria Highway auf dem Diversion Dam den Fluss. Der Great Northern Highway überquert den Ord River westlich des Purnululu-Nationalparks auf der Jarlalu Bridge.
Östlich des Ord River, an der Grenze zum Northern Territory, verläuft die Duncan Road, die Halls Creek mit dem Victoria Highway verbindet und einige Zuflüsse, wie den Negri River und den Behn River, überquert. Sie verbindet auch die wenigen Siedlungen in der Nähe des Flusses, wie Old Ord River, New Ord River und Malangan östlich des Purnululu-Nationalparks, sowie Darlu Darlu nördlich davon.

### Schiffsverkehr
Auf dem Abschnitt zwischen den beiden Staudämmen – d. h. zwischen dem Lake Argyle und dem Lake Kununurra – verkehren in der Trockenzeit touristische Ausflugsboote, auf denen das Bewässerungsprojekt sowie die lokale Tier- und Pflanzenwelt erklärt werden.

## Namensherkunft
Die Aborigines der Region nannten den Fluss Goonoonoorrang. Er wurde später nach Harry Ord, Gouverneur dieses Bundesstaates in den Jahren 1877–1880, benannt.